# Bodufulhadhoo
Bodufulhadhoo is een van de bewoonde eilanden van het Alif Alif-atol behorende tot de Maldiven.

## Demografie
Bodufulhadhoo telt (stand maart 2007) 285 vrouwen en 325 mannen.